# 李琦 (1918年)
李琦（1918年3月24日—2001年4月17日），原名李尚杞，男，汉族，直隶（今河北）磁县人，中国共产党及中华人民共和国政治人物。

## 生平
1936年3月，参加中华民族解放先锋队。同年夏，加入少年中国共产党，11月转为中国共产党党员。1938年2月到1940年底，由中共党组织派到国民革命军新编第五军从事地下工作，任工委书记。1941年7月，任中共中央北方局宣传部编审科科长。1941年冬，调到八路军总部任彭德怀的秘书。1943年秋，回到延安，先在中央党校二部学习，后到中共中央书记处办公室担任秘书。1947年7月至1949年11月，历任中共太行区党委安阳地委书记、安阳市军事管制委员会主任。
中华人民共和国成立后，1950年至1956年任周恩来总理办公室副主任，1956年至1964年历任中共太原市委第一书记、中共山西省委宣传部部长，1964年任中华人民共和国文化部副部长兼中国人民对外友好协会副会长。文化大革命中，被下放五七干校劳动。1972年经周恩来过问回到北京。1973年夏起，历任国务院科教组负责人、中华人民共和国教育部副部长和部党组副书记、联合国教科文组织中国委员会主任。1979年4月，调任中共中央毛泽东主席著作编辑出版委员会办公室第一副主任。1980年5月，任中共中央文献研究室第一副主任。1982年4月，任中共中央文献研究室主任。1991年起，任中共中央文献研究室顾问。他是中共第十二、十三次全国代表大会代表，第五届全国政协常委，第六、七届全国人大常委会委员。
2001年4月17日，李琦在北京逝世，享年83岁。2001年4月26日，遗体在八宝山革命公墓火化。

## 家庭
- 外祖父：李锡九[2]
- 妻：王泓[2]